# Кампус-дус-Гойтаказис (микрорегион)

Кампус-дус-Гойтаказис на карте.

Кампус-дус-Гойтаказис (порт. Microrregião de Campos dos Goytacazes) — микрорегион в Бразилии, входит в штат Рио-де-Жанейро. Составная часть мезорегиона Север штата Рио-де-Жанейро. Население составляет 	587 975	 человек (на 2010 год). Площадь — 	7160,371	 км². Плотность населения — 	82,12	 чел./км².

## Демография
Согласно сведениям, собранным в ходе переписи 2010 г. Национальным институтом географии и статистики (IBGE), население микрорегиона составляет:						
| Полное население                             | Полное население                             | Полное население                             | Полное население                             | 587 975 |
| -------------------------------------------- | -------------------------------------------- | -------------------------------------------- | -------------------------------------------- | ------- |
| в том числе:                                 | Городское население                          | 503 946                                      | Процент городского населения, %              | 85,71   |
|                                              | Сельское население                           | 84 029                                       | Процент сельского населения, %               | 14,29   |
|                                              | Мужское население                            | 284 960                                      | Процент мужского населения, %                | 48,46   |
|                                              | Женское население                            | 303 015                                      | Процент женского населения, %                | 51,54   |
| Плотность населения, чел/км²                 | Плотность населения, чел/км²                 | Плотность населения, чел/км²                 | Плотность населения, чел/км²                 | 82,12   |
| Население микрорегиона в % к населению штата | Население микрорегиона в % к населению штата | Население микрорегиона в % к населению штата | Население микрорегиона в % к населению штата | 3,68    |

## Статистика
- Валовой внутренний продукт на 2003 год составляет 19 204 189 788,00 реалов (данные: Бразильский институт географии и статистики).
- Валовой внутренний продукт на душу населения на 2003 год составляет 35 390,72 реалов (данные: Бразильский институт географии и статистики).

## Состав микрорегиона
В составе микрорегиона включены следующие муниципалитеты:
1. Кампус-дус-Гойтаказис
2. Кардозу-Морейра
3. Сан-Фиделис
4. Сан-Франсиску-ди-Итабапоана
5. Сан-Жуан-да-Барра